# Cologania procumbens
Cologania procumbens är en ärtväxtart som beskrevs av Carl Sigismund Kunth. Cologania procumbens ingår i släktet Cologania, och familjen ärtväxter. Inga underarter finns listade i Catalogue of Life.